# بيتو (لاعب كرة قدم مواليد 1998)
بيتو (مواليد 31 يناير 1998) هو لاعب كرة قدم برتغالي يلعب في مركز المهاجم في نادي أودينيزي.

## روابط خارجية
- بيتو (لاعب كرة قدم مواليد 1998) على موقع قاعدة بيانات كرة القدم.إي يو (الإنجليزية)
- بيتو (لاعب كرة قدم مواليد 1998) على موقع ناشيونال فوتبول تيمز (الإنجليزية)
- بيتو (لاعب كرة قدم مواليد 1998) على موقع Soccerbase.com (لاعب) (الإنجليزية)
- بيتو (لاعب كرة قدم مواليد 1998) على موقع Soccerway.com (الإنجليزية)
- بيتو (لاعب كرة قدم مواليد 1998) على موقع عالم كرة القدم.نت (الإنجليزية)